# Remschütz
Remschütz ist ein Stadtteil der Kreisstadt Saalfeld/Saale im thüringischen Landkreis Saalfeld-Rudolstadt.

## Lage
Remschütz liegt etwa drei Kilometer nördlich (saaleabwärts) des Stadtzentrums von Saalfeld und unterhalb des Kulmberges vor den Süd-/Westhängen des großen Waldgebietes der Saalfelder Heide. Im Norden bis Nordosten ist Remschütz von bewaldeten Bergen gesäumt, zu denen auch der Kulm gehört. Nordwestlich bis südöstlich schließt sich das Saaletal an Remschütz an. Durch seine Lage ist hier das Klima noch etwas milder als in der ohnehin schon begünstigten Saaleaue um Saalfeld und Rudolstadt.
Die Saale fließt durch Remschütz und trennt den Ort somit in zwei Teile. Nordwestlich von Remschütz beginnt nach ca. 2,5 km der Rudolstädter Ortsteil Schwarza und an diesen anschließend Rudolstadt selbst.

## Geschichte
Der Name des Dorfes Remschütz ist slawischen Ursprunges. Es wird nachweislich in einer Bestätigungsurkunde zur Gründung der Benediktinerabtei Saalfeld 1074 erstmals als „Remischzi“ erwähnt und war eines der Zinsdörfer der Abtei. Etwa 1425 wurde das Stiftsdorf vom kurfürstlich-sächsischen Amt Saalfeld übernommen.

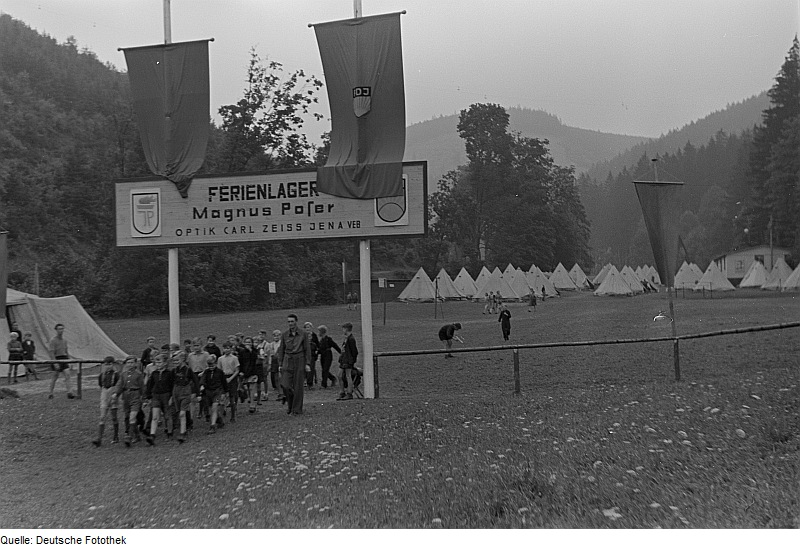
Betriebsferienlager 'Magnus Poser'

Im Dreißigjährigen Krieg (1618–1648) wurde das Dorf mehrfach durch Einquartierungen und Durchzug von Truppen in Saalfeld und Umgebung (1628, 1629, 1631, 1633, 1636, 1637) sowie damit einhergehenden Epidemien stark belastet. 1640 wurden Saalfeld und viele der umliegenden Dörfer, dazu gehörte auch Remschütz, durch ein siebenwöchiges Feldlager von je etwa 40.000 Soldaten der kaiserlichen und schwedischen Hauptarmeen vollständig verwüstet. Die Bevölkerung des Ortes wurde um ein Drittel dezimiert.
Auch die Kriegsjahre von 1792 bis 1815 hinterließen Spuren. Die Schlacht zwischen den Preußen und dem napoleonischen Heer 1806 bei Wöhlsdorf, in der Prinz Louis Ferdinand von Preußen fiel und die nachfolgenden Plünderungen führten zu großer Not. Der Platz am Rande Wöhlsdorfs, an dem der Prinz verwundet wurde, ist durch einen Gedenkstein bezeichnet. Nur wenige Meter entfernt davon soll er gestorben sein und ein von Baumeister Schinkel entworfenes Denkmal erinnert an dieser Stelle daran.
Zu DDR-Zeiten unterhielt der VEB Carl Zeiss Jena für Kinder seiner Betriebsangehörigen im Ort das Betriebsferienlager „Magnus Poser“.

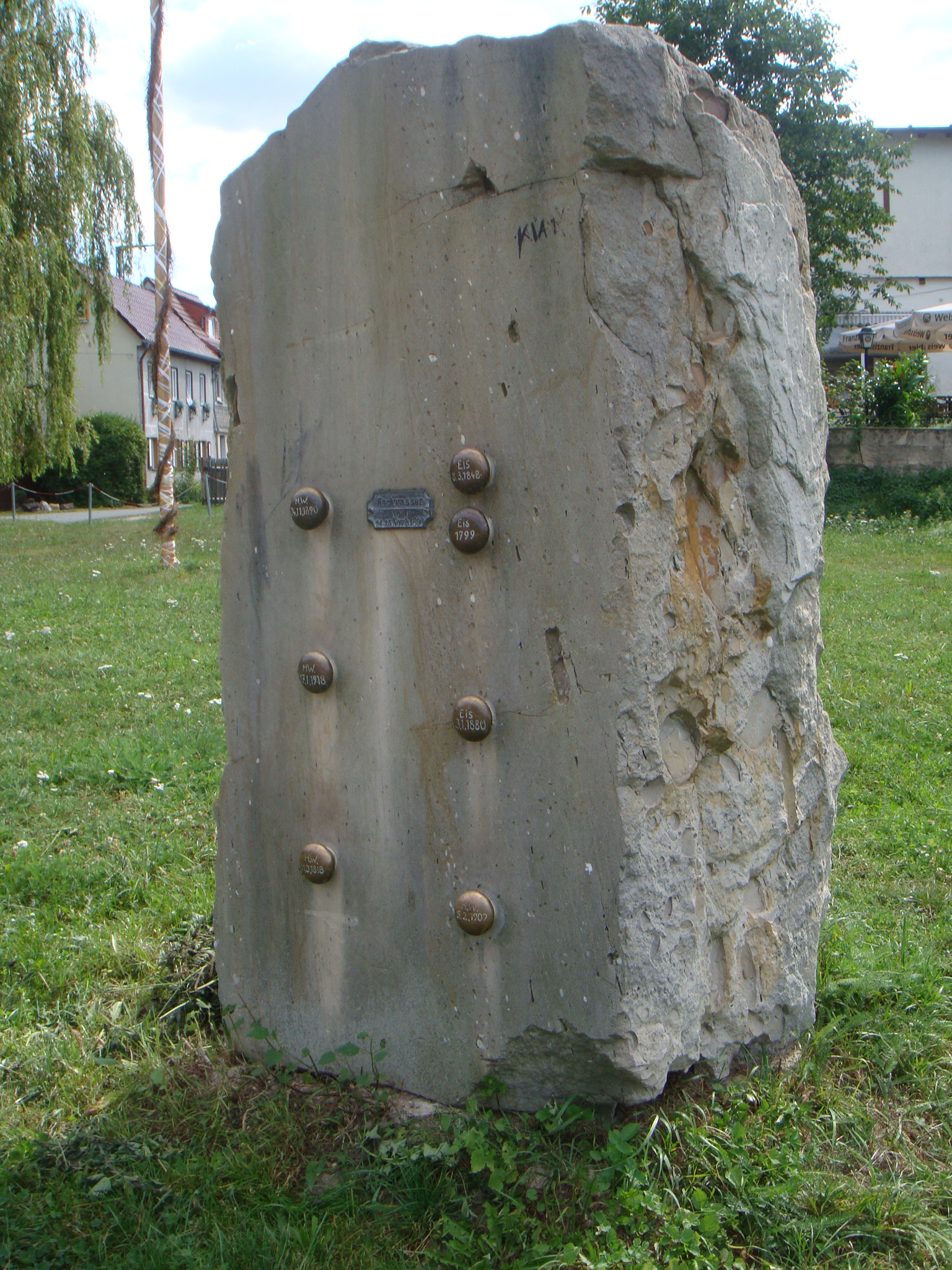
Stein mit Hochwasser- und Eismarken am Saaleufer

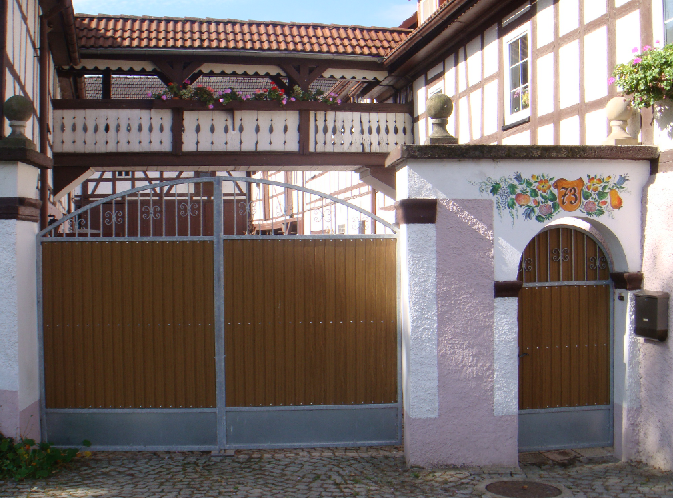
Bauernhof mit überdachtem Hofübergang, 2009

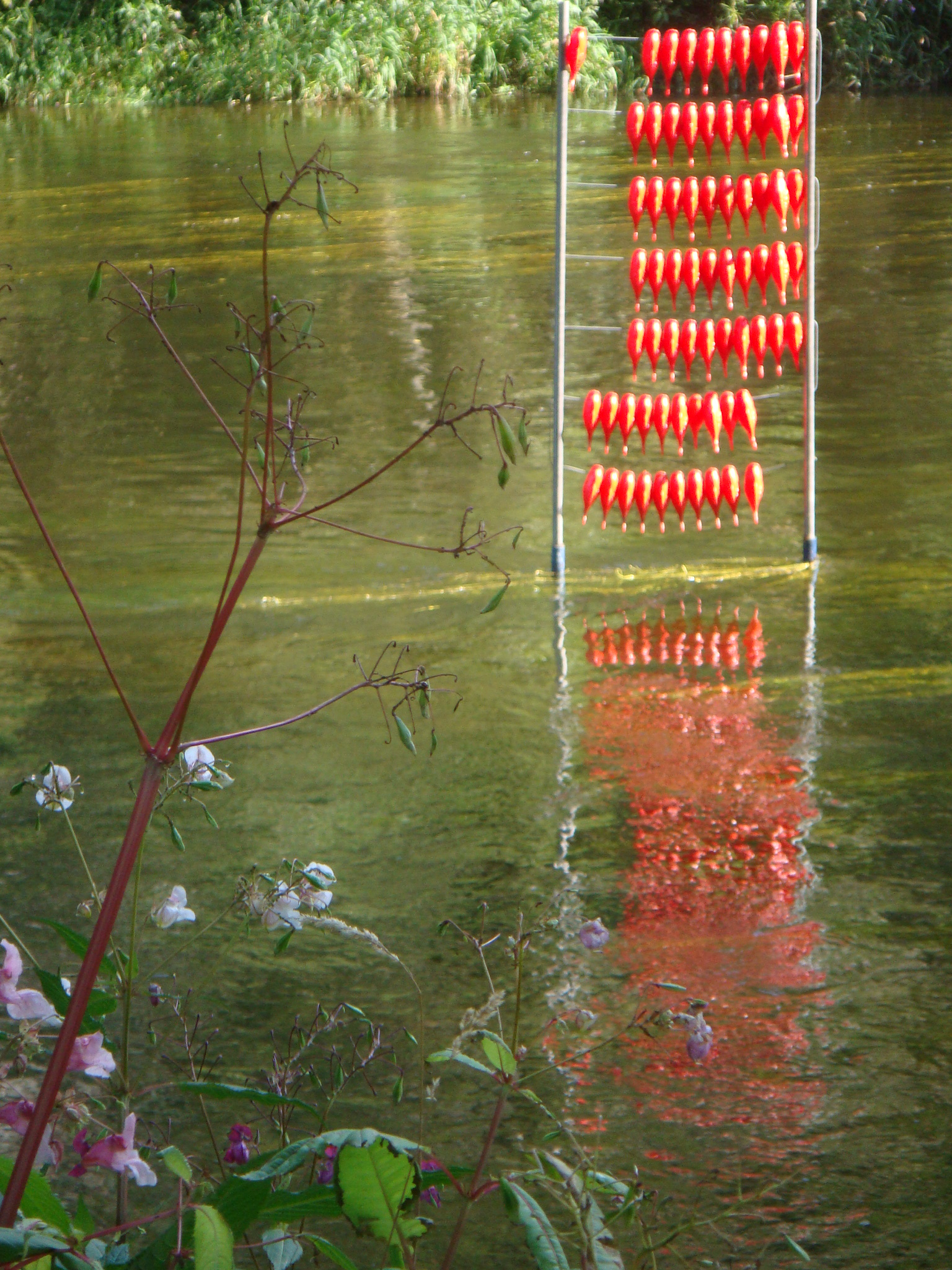
Abakus (Rechenhilfsmittel) in der Saale

### Wirtschaft
Zwei Drittel der Bevölkerung von Remschütz bestritt ihr Leben als Pferdebauern, die mit ihren Pferden bis in das 19. Jahrhundert zu Frondiensten verpflichtet waren. Etwa ein Drittel der Bauern waren durch späteren Zuzug mit geringeren Rechten an der Nutzung des gemeinschaftlichen Grundbesitzes, wie zum Beispiel dem Dorfanger ausgestattet. Neben Feldanbau, Viehzucht und einem kleinen Weinanbau, dessen Terrassenanlage heute noch zu erkennen ist, spielte im 19. Jahrhundert der Hopfenanbau eine größere Rolle. Mit der nicht ungefährlichen Flößerei auf der Saale verdienten sich einige Einwohner ein willkommenes Zubrot.
Mit dem Ende des 19. Jahrhunderts wuchs durch die Industrialisierung in und um Saalfeld die Einwohnerzahl. Waren es in Remschütz um 1845 nur etwa 180 Einwohner, so lebten bereits 90 Jahre später fast 600 Menschen im Ort. Die neu hinzugezogenen Einwohner ließen sich in der Mehrheit im neueren Teil des Dorfes rechts der Saale nieder. Aber auch dort findet man
noch alte Bauernhöfe, die auf eine Besiedlung zumindest im späten Mittelalter schließen lassen.
Mit dem Bau der Hohenwartetalsperre (1935–1942) traten auch die häufigen Überschwemmungen in den an der Saale liegenden Orten, wie auch in Remschütz, nicht mehr auf. Fast jährlich kam es durch starken, längeren Regen, bei dem das obere Saaletal mit seinen tief eingeschnittenen Tälern ein riesiges Sammelbecken für das Regenwasser darstellte, zu großen Schäden. Besonders im Frühjahr, zu den immer wieder auftretenden Eisfahrten, schob sich das aufbrechende Eis auf der Saale zu hohen Barrieren auf. Wenn dann noch gleichzeitig Regen einsetzte, überflutete die Saale weite Landstriche der Saaleaue und richtete große Schäden an. Welche Höhen der Saalespiegel dabei erreichen konnte, lässt sich an einem auf dem Dorfanger rechts der Saale aufgestellten Stein ablesen.

## Kultur

### Sehenswertes
Das linke Saaleufer, die so genannte Bauernseite (Florian-Geyer-Straße), weist fast geschlossen Fachwerk-Bauernhöfe (zum Teil Drei- und Vierseitenhöfe) auf. Besonders hervorzuheben ist das Haus Nr. 73, das noch einen originalen, überdachten Hofübergang im ersten Obergeschoss zwischen Haupt- und Nebenhaus aufweist. Die Gebäude wurden alle aufwändig restauriert bzw. erhalten.

### Kunstufer
Links der Saale, fast am Ende der Bauernseite (unterer Teil der Florian-Geyer-Straße) wurde 1994 das Kunstufer eröffnet. Hier stehen zahlreiche Sandsteinskulpturen von Künstlern aus Deutschland und anderen Ländern. Im Rahmen des 1. Internationalen Steinbildhauer-Symposiums „Peace Stones of Europe“ wurden diese als Dauerleihgabe am Entstehungsort überlassen. Der Hauptinitiator für den Skulpturenpark, wie auch für den Stein mit den Hochwassermarkierungen auf dem Dorfanger, ist der in Remschütz beheimatete Künstler Kristian Körting.